# Littorophiloscia strouhali
Littorophiloscia strouhali is een pissebed uit de familie Philosciidae. De wetenschappelijke naam van de soort is voor het eerst geldig gepubliceerd in 1991 door Taiti & Ferrara.